# Belarusz Vasút
A Belarusz Vasút (BCh; belarusz nyelven Беларуская чыгунка, oroszul Белорусская железная дорога) Belarusz állami vasúttársasága. Ez a cég bonyolítja az ország teljes vasúti közlekedését.

## Áttekintés
A céget 1992-ben, a Szovjetunió felbomlása után alapították; a Szovjet Vasutak egyik jogutódja. Összesen 5512 km, 1520 mm-es nyomtávú vasútvonallal rendelkezik, legfontosabb állomása a minszki pályaudvar. A cég a Közlekedésügyi Minisztérium alá van rendelve, és összesen 84 szervezetből áll: 46 cégből, 38 intézményből és 7 gyárból (2010-es adat). A vasúthálózat hat részlegre oszlik, melyeket hat régióról neveztek el; a képen Minszk piros, Baranavicsi narancssárga, Breszt lila, Homel rózsaszín, Mahiljov zöld, Vicebszk kék színnel jelölve.

## Galéria
- Minszk pályaudvara
- Grodno főpályaudvara
- Stadler FLIRT vonat Minszkben
- Breszt főpályaudvara

## Fordítás
- Ez a szócikk részben vagy egészben  a   Belarusian Railway című angol Wikipédia-szócikk ezen változatának fordításán alapul.  Az eredeti cikk szerkesztőit annak laptörténete sorolja fel. Ez a jelzés csupán a megfogalmazás eredetét és a szerzői jogokat jelzi, nem szolgál a cikkben szereplő információk forrásmegjelöléseként.